# بازبینی انتقادی
بازبینی انتقادی (Recension) از اصطلاح لاتین recensio (بررسی، تجزیه و تحلیل) گرفته شده‌است که به معنی نقد و تصحیح متون در مورد کتاب مقدس و دیگر آثار ادبی است. اسم شمارا recension مجموعه ای از نسخه‌های خطی است که ویژگی‌های مشابهی دارند. برای مثال، از نوع متن اسکندریه ممکن است به عنوان «توسعه اسکندری» یاد شود.